# Dinotoperla
Dinotoperla is een geslacht van steenvliegen uit de familie Gripopterygidae. De wetenschappelijke naam van het geslacht is voor het eerst geldig gepubliceerd in 1921 door Tillyard.

## Soorten
Dinotoperla omvat de volgende soorten:
- Dinotoperla arcuata Theischinger, 1982
- Dinotoperla aryballoi Mynott, Suter & Theischinger, 2017
- Dinotoperla bassae Hynes, 1982
- Dinotoperla brevipennis Kimmins, 1951
- Dinotoperla bunya Theischinger, 1982
- Dinotoperla carnarvonensis Theischinger, 1982
- Dinotoperla carpenteri Tillyard, 1921
- Dinotoperla cherylae Theischinger & Mynott, 2019[1]
- Dinotoperla christinae McLellan, 1971
- Dinotoperla cobra Theischinger, 1982
- Dinotoperla dalrymple Theischinger, 1993
- Dinotoperla dolichoprocta Theischinger, 1982
- Dinotoperla duplex Theischinger, 1982
- Dinotoperla eucumbene McLellan, 1971
  - =Dinotoperla arenaria Hynes, 1974
- Dinotoperla eungella Theischinger, 1982
- Dinotoperla evansi Kimmins, 1951
- Dinotoperla fasciata Tillyard, 1924
- Dinotoperla  fontana Kimmins, 1951
  - Dinotoperla nigricoxa Kimmins, 1951
- Dinotoperla hirsuta McLellan, 1971
- Dinotoperla hybrida Theischinger, 1984
- Dinotoperla inermis Theischinger, 1988
- Dinotoperla jacobsi Theischinger, 2016
- Dinotoperla kirrama Theischinger, 1982
- Dinotoperla leonardi Theischinger, 1982
- Dinotoperla marmorata Hynes, 1976
- Dinotoperla opposita (Walker, 1852)
  - Dinotoperla elegans Hynes, 1976
- Dinotoperla parabrevipennis Theischinger, 1982
- Dinotoperla pseudodolichoprocta Theischinger, 1982
- Dinotoperla serricauda Kimmins, 1951
  - Dinotoperla fusca Kimmins, 1951
- Dinotoperla subserricauda Theischinger, 1988
- Dinotoperla tasmaniensis Mynott, Suter & Theischinger, 2017
- Dinotoperla thwaitesi Kimmins, 1951
- Dinotoperla uniformis Kimmins, 1951
- Dinotoperla vulcanica Theischinger, 1982
- Dinotoperla walkeri Dean & St. Clair, 2006
- Dinotoperla wanungra Theischinger, 1982

1. ↑  Theischinger, G., & Mynott, J. (2019) A new species of Dinotoperla Tillyard, 1921 from the Shoalhaven Catchment, New South Wales, Australia (Plecoptera: Gripopterygidae). Zootaxa. [Online] 4550:3